# Ligny-Saint-Flochel
Ligny-Saint-Flochel ist eine französische Gemeinde mit 238 Einwohnern (Stand 1. Januar 2022) im Département Pas-de-Calais in der Region Hauts-de-France. Sie gehört zum Arrondissement Arras, zum Kanton Saint-Pol-sur-Ternoise und zum Gemeindeverband Ternois.

## Lage
Die Gemeinde Ligny-Saint-Flochel liegt im Artois, 24 Kilometer westnordwestlich der Innenstadt von Arras. Nachbargemeinden von Ligny-Saint-Flochel sind Marquay im Norden, Bailleul-aux-Cornailles im Nordosten, Averdoingt im Südosten, Foufflin-Ricametz und Ternas im Südwesten sowie Roëllecourt im Westen. Im Südwesten der Gemeinde Ligny-Saint-Flochel stehen vier Windkraftanlagen als Teil eines interkommunalen Windparks.

## Bevölkerungsentwicklung
| Jahr                       | 1962 | 1968 | 1975 | 1982 | 1990 | 1999 | 2006 | 2013 | 2022 |
| -------------------------- | ---- | ---- | ---- | ---- | ---- | ---- | ---- | ---- | ---- |
| Einwohner                  | 221  | 227  | 209  | 236  | 243  | 202  | 228  | 268  | 238  |
| Quellen: Cassini und INSEE |      |      |      |      |      |      |      |      |      |

## Sehenswürdigkeiten

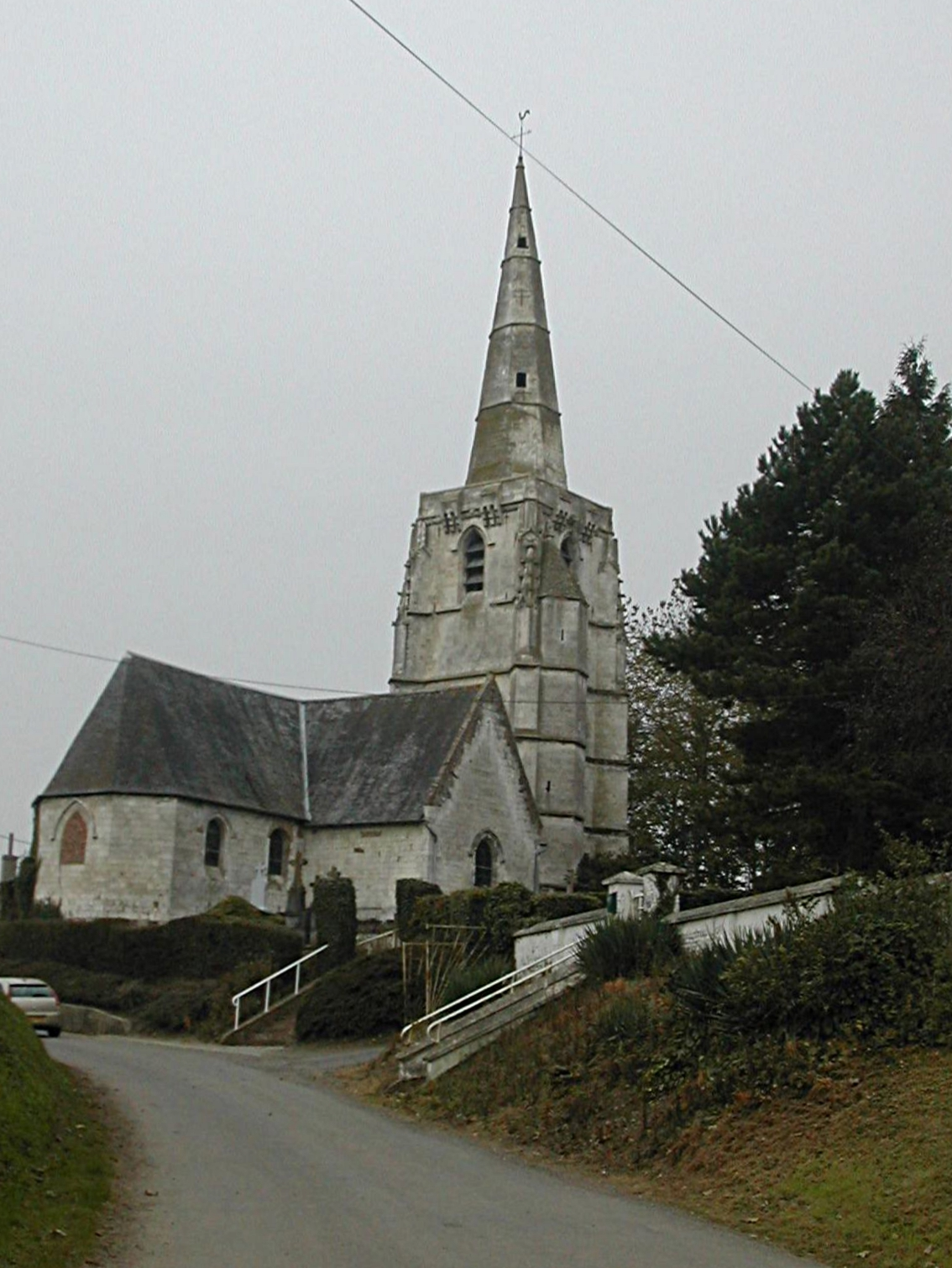
Kirche Saint-Flochel
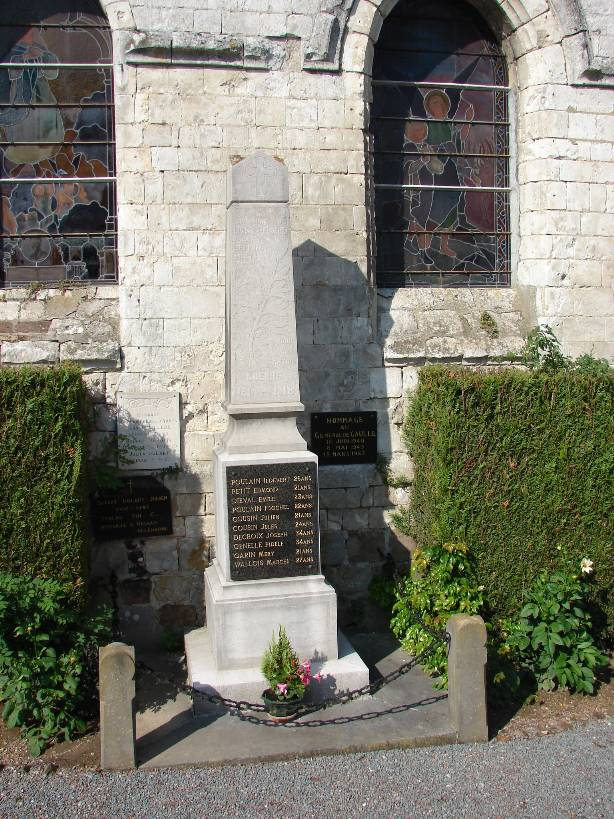
Gefallenendenkmal

- Kirche Saint-Flochel
- Gefallenendenkmal